# 個人破產
个人破产指的是當個人無法償還債務時，其可以向法院申請破產，一旦法院發佈個人破產公告後，個人除了必要生活的資產以及破產公告發佈後的收入外，其餘資產一律凍結。
2023年6月20日，深圳市中级人民法院深圳破产法庭向中國首宗个人破产案债务人梁文锦送达民事裁定书，并免除其未清偿债务。這標誌中國境内首宗个人破产案結束。